# Margaret Nicholson

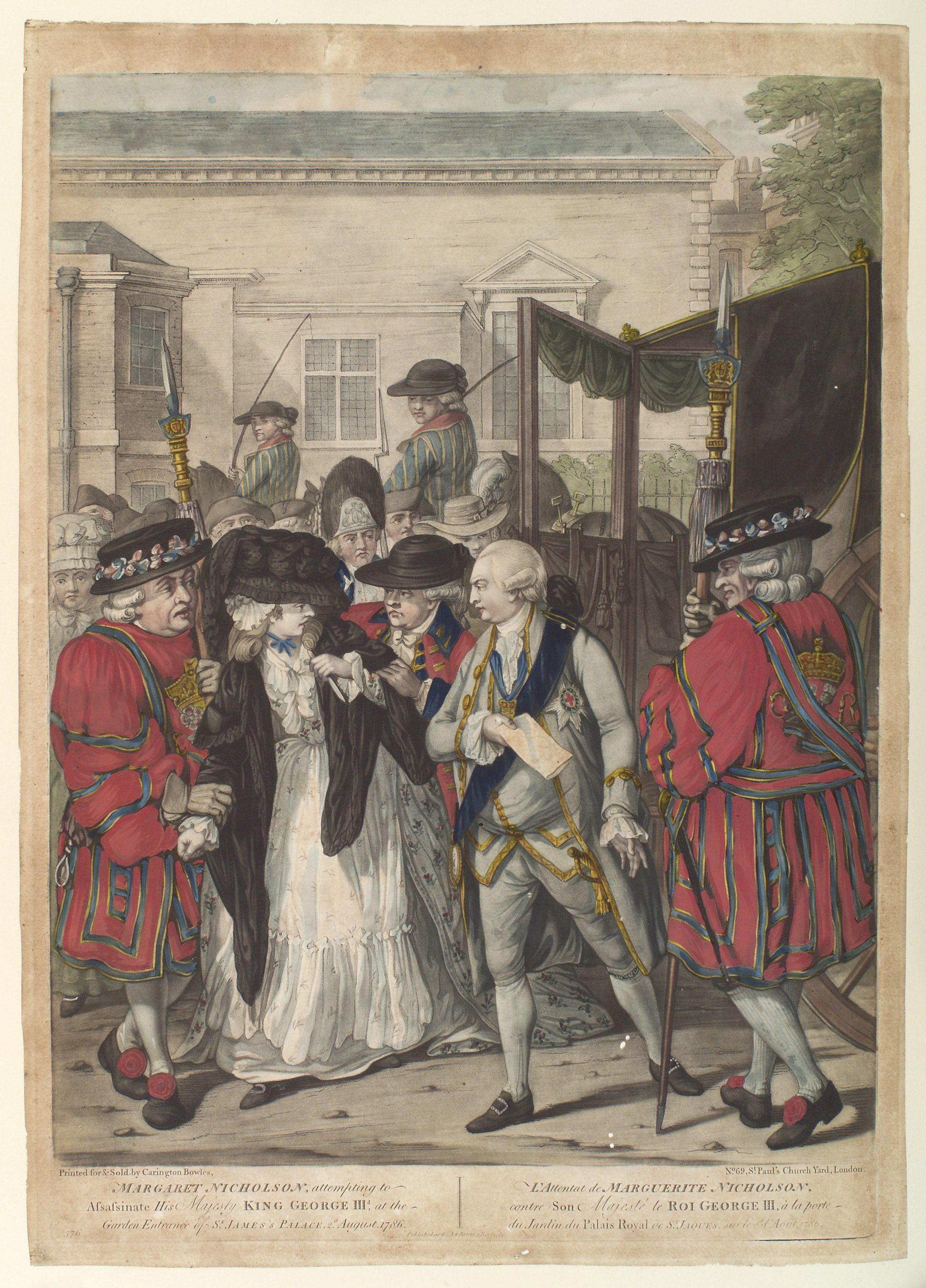
Margaret Nicholsons Attacke auf George III, zeitgenössischer Druck

Margaret Nicholson (* 1750 in Stockton-on-Tees, County Durham; † 14. Mai 1828 in London) versuchte 1786 George III. zu erstechen. Ihr erfolgloses Attentat inspirierte Percy Bysshe Shelley und seinen Freund Thomas Jefferson Hogg zu den 1810 publizierten Posthumous Fragments of Margaret Nicholson.
Nicholson, die Tochter eines Friseurs, ging mit zwölf Jahren in den Dienst als Stubenmädchen und arbeitete in reichen Häusern. Nach einer Liebesaffäre mit einem anderen Bediensteten wurde sie entlassen und verdiente ihren Lebensunterhalt durch Handarbeiten. Sie trank nicht und fiel nicht weiter auf.
Am 2. August 1786 näherte sich Nicholson dem König unter dem Vorwand, ihm einen Bittbrief überreichen zu wollen. Als er den Brief, in Wahrheit ein leeres Blatt Papier, entgegennahm, stach sie zweimal mit einem Dessertmesser auf ihn ein, allerdings halbherzig. Die Attacke fand statt, als der König vor dem St James’s Palace in London aus einer Kutsche stieg. George III. soll die Attentäterin als „arme Verrückte“ bezeichnet haben, der man nichts tun solle, denn sie habe auch ihm nichts getan („The poor creature is mad; do not hurt her, she has not hurt me.“). In ihrer Wohnung fand man eine Reihe von wirren Briefen, in denen sie sich selbst als rechtmäßige Erbin des Throns bezeichnete.
Nicholson wurde einer Kommission unter Premierminister William Pitt dem Jüngeren vorgeführt, wobei sie die Tötungsabsicht verneinte – sie habe den König nur schrecken wollen. Der Arzt John Munro bestätigte, dass Nicholson geisteskrank sei. Sie wurde daraufhin lebenslang ins Bethlem Royal Hospital eingewiesen.
Dem König kam sein ruhiges und maßvolles Verhalten in der Öffentlichkeit sehr zugute, worüber er sich auch im Klaren war. Allerdings wurde die Zahl seiner Leibwächter von vier auf elf erhöht, und die Gegner des Königs kritisierten die Begnadigung ohne Gerichtsverfahren als „tyrannischen“ Akt.
1810 publizierten Shelley und Hogg (der aus dem Heimatort Nicholsons stammte) das nach ihr benannte „posthume“ Gedichtalbum – in Wahrheit lebte die Attentäterin aber noch.